# Coilia ramcarati
Coilia ramcarati är en fiskart som först beskrevs av Hamilton 1822.  Coilia ramcarati ingår i släktet Coilia och familjen Engraulidae. Inga underarter finns listade i Catalogue of Life.